# Amulius
Amulius ist in der römischen Mythologie der jüngere Sohn des Proca und nach der Zählung des Geschichtsschreibers Titus Livius vierzehnter König von Alba Longa.
Er stürzte seinen älteren Bruder Numitor Silvius vom Thron und machte dessen Tochter Rhea Silvia zur Vestalin – als Priesterin der Vesta musste sie fortan in Keuschheit leben, und so sollte Numitor keine Nachkommen haben können. Rhea Silvia gebar aber trotz ihres Gelübdes von Mars die Zwillinge Romulus und Remus. Sie wurde dafür mit dem Tode bestraft. Die Zwillinge setzte er am Fluss Tiber aus, aber der Flussgott Tiberinus rettete sie, indem er sie an einen Ast spülte. Eine Wölfin, die dem Mars heilig war, säugte die beiden, bis ein Hirte namens Faustulus sie fand.
Als Numitor Silvius erkannte, dass die beiden Kinder, die beim Hirten Faustulus aufwuchsen, seine Enkel waren, ging er mit ihnen zum Königspalast von Alba Longa und stürzte seinen Bruder Amulius vom Thron, der dabei getötet wurde.